# 에밀리 디도나토
에밀리 디도나토(Emily DiDonato, 1991년 2월 24일 - )는 미국의 모델이다. 뉴욕주 북부 오렌지카운티의 작은 마을에서 태어나 자랐으며, 아일랜드와 이탈리아 혈통이 섞인 미국인이다. 가족과 가까운 이웃이 그녀에게 모델 일을 해보는 것이 어떻겠느냐고 권유하자, 그녀는 2008년 리퀘스트 모델 매니지먼트 사와 계약하고 2009년 게스 의류 봄상품의 메인 모델로 나섰으며, 랄프 로렌의 2009년 봄 럭비 광고 캠페인에서 모델 활동을 하였다. 2009년 5월, 에밀리 디도나토는 메이블린 뉴욕의 최신 표지모델로 계약했는데, 고등학교를 졸업하고 몇 달 안 되는 경력의 모델이었다는 점을 감안하면 그녀의 계약은 놀라운 것이었다. 또한 2009년 8월에는 빅토리아 시크릿에 모델로 활약하기도 하였다.